# Olivier Voinnet
Olivier Voinnet est un biologiste français, membre de l'Académie des Sciences et médaille d'argent du CNRS, dont il est  détaché en Suisse depuis 2010. À la suite d'accusations de manquement à l'intégrité scientifique publiées notamment sur le site PubPeer à partir de 2015 et à diverses enquêtes des institutions et des journaux scientifiques, il est suspendu pendant deux ans par le CNRS, neuf articles dont il était co-auteur sont retirés de la littérature scientifique, et de nombreux autres signalés ou corrigés.

## Biographie
Olivier Voinnet est né en 1972.
 
Après des classes préparatoires aux grandes écoles, il entame en 1992 un cursus universitaire scientifique.
En 1994, il sort diplômé de l'université Pierre-et-Marie-Curie, après avoir suivi une formation de deuxième cycle en biologie moléculaire. Deux ans plus tard, il obtient le titre d'ingénieur agronome de la grande école AgroParisTech. En 2001, sa thèse de doctorat, effectuée à Norwich (Angleterre) sous la direction de David Baulcombe, lui confère le titre de docteur ès sciences,. La même année, son CV présente treize publications scientifiques dont il est cosignataire. L'année suivante, il intègre le CNRS en tant que chargé de recherche dans une unité de recherche conventionnée avec l'université de Strasbourg, l'institut de biologie moléculaire des plantes,, où il poursuit ses travaux sur l'interférence par ARN.
Récipiendaire de la médaille de bronze du CNRS en 2004, Olivier Voinnet devient directeur de recherche en 2005. L'année 2007, la médaille d'argent du CNRS lui est décernée,,. En 2009, médaille d'or de l'Organisation européenne de biologie moléculaire pour ses recherches sur le processus de régulation de l'expression des gènes chez les plantes, le CNRS soulignant dans un communiqué qu'il s'agit de « la plus haute distinction européenne en biologie moléculaire »,. Détaché du CNRS depuis 2010, il occupe la chaire universitaire de biologie de l'ARN au sein du département de biologie de l'école polytechnique fédérale de Zurich. En novembre 2014, à 43 ans, il est élu à l'Académie des sciences.
Selon un article publié en octobre 2018 dans Le Monde par Hervé Morin et David Larousserie, huit articles cosignés par Olivier Voinnet avaient à cette date fait l'objet d'une rétractation et une vingtaine, de corrections. David Larousserie précise dans un article de janvier 2019 que la rétractation de « deux, voire trois [autres], pourrai[t] suivre ».
Dans un article publié en décembre 2018 par Le Monde, Philippe Da Silva et Hervé Morin notent qu'Olivier Voinnet est « le premier français » dans un classement des rétractations par auteur. David Larousserie souligne toutefois, dans trois articles du même journal publiés entre septembre 2018 et janvier 2019, un « paradoxe » : « l’article le plus cité d’Olivier Voinnet a fait l’objet d’une rétractation des éditeurs en 2015, mais a été cité des centaines de fois depuis », « comme si de rien n'était et que les résultats étaient valides », alors que d'autres scientifiques « estiment qu’on ne peut plus avoir confiance dans leurs conclusions ». Cette situation avait déjà été relevée par Jaime Teixeira da Silva et Judit Dobránszki. Tout en soulignant l'effet de « cygne noir » qu'avaient constitué pour la communauté scientifique les premières rétractations d'articles cosignés par Olivier Voinnet,, ils relèvent, dans un article de 2017 consacré aux articles rétractés les plus cités, que l'article cosigné par Olivier Voinnet, publié dans le Plant Journal en 2003 et rétracté en 2015, venait au troisième rang des articles rétractés les plus cités, si l'on cumule les citations avant et après rétractation, au premier rang avant et au sixième rang après rétractation. Selon ces auteurs, cette situation s'expliquait par le fait qu'en dépit de la rétractation due à une manipulation de figures, la méthodologie continuait à être considérée comme valide. Les auteurs d'un article publié en décembre 2018 par Library Philosophy and Practice soulignent que les termes mêmes de la rétractation de l'article du Plant Journal précisent que la méthodologie en reste valide et estiment que, postérieurement à cette rétractation, l'article « n'est pas du tout cité dans un contexte négatif ». Dans un éditorial publié en janvier 2016 par Lab Times, Ralf Neumann, tout en considérant que « la plus grande part des figures suspectées [dans les articles cosignés par Olivier Voinnet] a bien été manipulée » et que son nom est désormais associé à « l'un des cas les plus importants et les plus spectaculaires de méconduite scientifique », relève le nombre élevé de citations des articles rétractés et estime que « les observations, découvertes, idées et méthodes décrites dans les publications de Voinnet ne semblaient pas avoir posé quelque problème que ce soit quand elles étaient utilisées comme base de nouvelles expériences – ce qui signifie fondamentalement qu'elles ont ensuite été confirmées plusieurs fois ».

## Affaire

### Soupçons de «méconduites scientifiques»
Alors qu'Olivier Voinnet apparaît  comme une « star » dans le domaine de l'interférence par ARN, plusieurs signalements publiés à partir de janvier 2015 sur le site PubPeer font état de doutes sur la crédibilité d'un article cosigné par Voinnet et publié en 2004 par The Plant Cell (en), en particulier du fait d'une chercheuse américaine, Vicky Vance, qui avait été chargée de relire cet article avant publication et exprimé des « doutes sérieux » sur « l'authenticité de ce travail » et « l'intégrité de ses auteurs »,. À la suite de cette mise en cause, le journal publie en avril 2015 un communiqué qui, tout en estimant contraire à sa politique éditoriale la « publication de révisions confidentielles » et en affirmant qu'Olivier Voinnet avait « fourni une réponse détaillée aux allégations de la réviseuse », fait état de la demande de rétractation d'Olivier Voinnet. Selon cette dernière, effectuée en juin 2015, Patrice Dunoyer est « le seul impliqué » dans la création des figures erronées et Olivier Voinnet assume « l'entière responsabilité » de la publication de l'article, sans toutefois que le texte publié ne prenne position sur « la nature frauduleuse ou non des « irrégularités » et des « manipulations inappropriées » qu'il détaille ». Vicky Vance persiste toutefois à traiter Olivier Voinnet de « tricheur ». Dans des articles publiés en 2018 dans le même journal, le journaliste David Larousserie estime que cette rétractation s'appuie « sur d’autres fondements que ceux pointés par [Vicky Vance] en 2015 »,.

### Premières enquêtes
En janvier 2015, le CNRS et l’école polytechnique fédérale de Zurich (ETH) mandatent des commissions d'experts pour enquêter sur les faits reprochés. La commission d'enquête de l'ETH se met en place en mars 2015, le CNRS évoquant à la même période le début d'une enquête,. En avril 2015, le CNRS annonce la mise en place d'une « commission d'enquête scientifique constituée d'experts de haut niveau », en précisant que la « procédure » n'est pas close. Les conclusions des enquêtes menées par l'ETH et le CNRS sont rendues publiques simultanément le 10 juillet 2015,. Elles sont toutefois sensiblement différentes.
Dans un communiqué de presse intitulé « Bien réalisé – mal publié », l'ETH indique avoir nommé une « commission d'enquête indépendante » qui, tout en ayant « constaté de nombreuses figures erronées » dans les publications cosignées par Olivier Voinnet, estime que « les conclusions scientifiques sont toutefois étayées par les données brutes ». Le rapport d'enquête, qui porte sur 32 publications, relève « différents types d'erreurs et de manipulations » dans 20 d'entre elles, allant « d'ensembles décalés de bandes dupliquées » et de « duplications évidentes » à l'utilisation de « fausses représentations » ou à « l'embellissement d'images par suppression du nuage de fonds », sans toutefois qu'il s'agisse de données inventées, mais plutôt de mauvaises présentations des résultats. La commission impute en partie ces problèmes à la hâte et à une pratique excessive du copier-coller, estimant qu'Olivier Voinnet a lui-même « admis que certains articles avaient été publiés trop vite, sans un « moment de réflexion », dans un environnement hautement compétitif »,. Elle recommande, outre la rétractation de l'article publié en 2004 dans The Plant Cell, celle de 4 articles, ainsi que la correction de 3 autres articles. Sur la base de ce rapport, la direction de l'ETH considère que le comportement d'Olivier Voinnet n'est pas en « infraction [avec le] règlement sur l’éthique de la recherche », mais que son « manque de vigilance en tant que chef de groupe » justifie un avertissement, l'ETH  « ne tolér[ant] pas de telles erreurs de publication ». Elle demande au chercheur de réduire ses activités avec son ancien laboratoire de Strasbourg et lui impose un accompagnement par un « spécialiste externe ».
De son côté, le CNRS publie en juillet 2015 un communiqué sur la « fin de la procédure à l'encontre d'Olivier Voinnet », aux termes duquel une commission d'enquête scientifique qu'il a diligentée a estimé qu'il y avait eu, dans des articles cosignés par Voinnet, « des manipulations délibérées de figures non conformes aux règles de présentation des résultats scientifiques, qui se traduisent notamment par des modifications et des duplications d'éléments de figure ou de légendes erronées ». Le rapport d'enquête n'est pas rendu public, mais ses conclusions conduisent le président du CNRS, Alain Fuchs, à prendre une décision d'exclusion « pour une durée de deux ans à compter de la décision mettant fin [au] détachement » de Voinnet à l’ETH,. Comme le relèvent Hervé Morin et David Larousserie dans Le Monde ainsi que Sylvestre Huet dans son blog scientifique hébergé par Libération, le communiqué du CNRS est moins précis que le Bulletin officiel du même organisme,. Selon ce dernier Bulletin, dans son numéro de juin-juillet 2015, le rapport d'enquête du CNRS, achevé le 4 février 2015 et portant sur treize articles « dont M. V [comme le désigne la publication] est l’auteur », a donné lieu à la réunion d'une commission administrative paritaire en formation disciplinaire. Cette dernière a estimé que la responsabilité de Voinnet est engagée « non seulement en qualité d’auteur desdits articles mais également en sa qualité de chef d’équipe, d’encadrant et d’auteur de certaines des figures incriminées » et que, « M. V » ayant reconnu « avoir réalisé certaines des figures incriminées » et assumant « la responsabilité de l’ensemble des treize articles » considérés, les faits reprochés « ne sont pas une simple succession d’erreurs mais le résultat  de  mauvaises  pratiques et [...] constituent des 
manquements graves au  principe  d’intégrité  en recherche scientifique »,,. Parallèlement à la sanction à l'encontre d'Olivier Voinnet, Patrice Dunoyer fait l'objet d'une suspension de 12 mois, dont 11 avec sursis,, qui n'est toutefois pas évoquée dans le communiqué de juillet 2015.
Dans une série d'articles publiées en janvier 2019 dans Le Monde, David Larousserie souligne les différences entre les conclusions de l'ETH et celles du CNRS. Les premières reposent sur un rapport publié de 22 pages et les secondes, sur un rapport non rendu public de 4 pages,. Les experts suisses, « dont les noms seront communiqués à l’issue du processus, auditionneront deux fois Olivier Voinnet, lui demanderont des explications écrites, récupéreront des données originales, scruteront les cahiers de laboratoires, passeront trois mois sur le sujet, détailleront et classeront les fautes en plusieurs catégories, recommandant corrections et rétractions précises. ». En revanche, selon David Larousserie, le CNRS « s’est contenté d’une investigation peu poussée », en laissant planer le doute sur la clôture de celle-ci dans son communiqué d'avril 2015, tout en n'enquêtant pas plus loin, alors que le rapport de février 2015 recommandait de rechercher les « responsabilités individuelles » des cosignataires des articles incriminés.

### Enquêtes suivantes
Le CNRS et l’ETH constituent conjointement une nouvelle commission d'enquête en septembre 2016 à la suite de présomptions de manipulations supplémentaires, et, d'après l'ETH, à la demande même d'Olivier Voinnet. Le journal Nature note que « Voinnet n'est pas au centre de cette investigation mais est cependant le co-auteur de certains des articles sous investigation ». Dans un communiqué du 12 octobre 2016, L'Académie des sciences précise qu'Olivier Voinnet « n’a pas [encore] été reçu sous la Coupole, acte solennel d’intronisation de tous les membres de l’Académie des sciences » et que les « décisions nécessaires » seront prises une fois les conclusions de la commission mixte CNRS-ETH connues ».
Début 2016, après examen de publications dont certaines ont valu à Olivier Voinnet d'obtenir sa médaille d’or, l'EMBO lui retire cette récompense, mais maintient son statut de membre de l'organisation. De son côté, selon une information publiée par The Scientist et Neue Zürcher Zeitung en janvier 2016, le Fonds national suisse de la recherche scientifique, après avoir mené une enquête, estime que le chercheur a enfreint ses propres règles et décide un arrêt du financement de ses recherches en cours et une interdiction de financement pour une durée de trois ans,. Le Conseil européen de la recherche maintient, en revanche, sa bourse de « chercheur sénior » jusqu'à complétion finale du projet. Fin 2016, huit articles co-signés par Olivier Voinnet ont été retirés de la littérature, dont deux, très cités et produits avant son entrée au CNRS en 2002 résultent de ses travaux de thèse de doctorat.
En 2017, une enquête scientifique est conduite par l'University of East Anglia sur la thèse soutenue par Olivier Voinnet en 2001 dans cette même université. Selon le résultat de cette enquête, publié le 6 septembre 2018, il n'y a pas de « preuve de malhonnêteté et [...] les conclusions [de la thèse] restent valides ». La publication d'un addendum à la thèse concernant deux figures et quelques autres erreurs est toutefois demandée,. Ce dernier est approuvé et publié en octobre 2017. Selon le communiqué de l'université, cette publication est justifiée par « une enfreinte mineure au règlement de l'université dans la conduite de la recherche concernant deux panneaux de figures (figure panels) et quelques erreurs d'assemblage de figures (figure mounting errors) dans les autres parties de la thèse ». L'addendum porte sur 5 panneaux de figure « identiques à ceux figurant dans les publications originales sur lesquelles la thèse se fonde » et précise que trois de ces publications ont été corrigées et qu'une quatrième a fait l'objet d'une rétractation,. Dans un article publié par Le Monde en 2019, David Larousserie, affirmant avoir eu accès à l'intégralité du rapport d'enquête, estime que c'est au total « six figures [qui] sont considérées comme problématiques, mais n’entach[a]nt pas les résultats et la qualité de la thèse » et rapporte le propos suivant d'Olivier Voinnet sur la rétractation estimée nécessaire par l'EMBO Journal, les données originales n’ayant pu être retrouvées : « je ne savais pas que ça ne se faisait pas à l’époque ». Le même journaliste relève que pour une faute de même nature du même auteur, le même éditeur a simplement corrigé un article de 2002, une expérience similaire ayant pu être produite.
L'ancien groupe de recherche d'Olivier Voinnet dont Patrice Dunoyer avait repris la direction depuis 2010 à l'institut de biologie moléculaire des plantes est dissous au printemps 2017.
Le 6 septembre 2018, l'ETH communique seule sur les résultats de l'enquête démarrée en 2016, cette décision témoignant, selon Hervé Morin et David Larousserie, d'une « impatience des Suisses à clore ce sujet – et suggér[ant] des tensions entre les deux établissements ». Le communiqué fait état, outre les négligences et erreurs déjà mises en évidence dans la précédente enquête, de « manipulations délibérées » dans cinq publications,, Olivier Voinnet étant coauteur de quatre de ces cinq publications,. Au total, la direction de l'ETH estime que ce constat est « grave », mais en tire, selon Le Monde, des conclusions « clémentes » à l'égard d'Olivier Voinnet, dont le rapport précise qu'il a pris une part active dans les éclaircissements et a « insisté pour que l’affaire soit élucidée dans son intégralité ». Selon le rapport de l'ETH, « ni le professeur [Olivier Voinnet] ni d’autres membres de l’ETH Zurich n’étaient impliqués à titre personnel dans la manipulation des figures. Si le professeur n’a pas lui-même participé à ces manipulations, il n’en a pas davantage été le commanditaire et ne les a pas non plus tolérées de façon délibérée »,, ces éléments étant jugés « décisifs pour l’évaluation de ce cas ». En revanche, « en tant que chef de groupe, [Olivier Voinnet] assume [...] une responsabilité organisationnelle et hiérarchique »,. En conséquence, « Olivier Voinnet conserve son poste de professeur à l’ETH Zurich, mais les sanctions prononcées en 2015 sont reconduites », : « l’avertissement le concernant est réitéré et maintenu pour cinq nouvelles années, jusqu’en 2023 », il devra « continuer de limiter ses recherches à son propre groupe à Zurich », « ses activités de publication feront l’objet d’un contrôle jusqu’à fin 2020 » et « l’accompagnement par une spécialiste expérimentée, en place depuis 2015, sera prolongé au moins jusqu’à fin 2020 »,,. Le journal Nature relève que, dans le communiqué, « personne n’a encore été nommé responsable de ces méconduites » et Le Monde s’interroge sur « l’identité du ou des auteurs des nouvelles fraudes mises au jour ».
Début octobre 2018, le CNRS publie un communiqué sur les décisions prises au terme d'une enquête portant sur « certains [des correctifs relatifs aux articles incriminés par l'enquête de 2015], ainsi que sur de nouvelles publications ». Le CNRS y indique que son « conseil de discipline a considéré que la responsabilité de Patrice Dunoyer était avérée dans ces nouvelles méconduites scientifiques ». David Larousserie du Monde, affirmant avoir eu connaissance du rapport d'enquête, précise qu'il s'agit notamment d'une réutilisation de figures, y compris dans des correctifs, qui est rendue « illicite » par des conditions expérimentales différentes et constitue une « fabrication », consistant à « créer artificiellement des données expérimentales »,. Concernant Olivier Voinnet, le Bulletin officiel du CNRS précise qu'il lui est reproché de ne pas s'être assuré « que les corrections des figures publiées dans les errat[a] et corrigend[a] [de] quatre articles pour lesquels il avait la qualité d'auteur correspondant étaient exemptes de toutes irrégularités ». Selon le communiqué, bien que la participation « active » de Voinnet à la « fabrication » des correctifs mis en cause n'ait pas été établie, « la direction du CNRS a estimé qu’il ne pouvait s’abstraire de sa responsabilité de chef de groupe ». Selon David Larousserie du Monde, le rapport de la commission d'enquête « indique que Patrice Dunoyer a effectué « des manipulations irrégulières nombreuses et répétées » dans [...] trois articles. Et considère « difficile de croire qu’Olivier Voinnet n’ait pu avoir de suspicions sur ces images publiées ». Les sanctions décidées sont un « abaissement d'échelon », à l'encontre de Patrice Dunoyer, assorti d'une « suspension immédiate de 11 mois non communiquée mais confirmée à la presse par la direction » ; et un blâme, la sanction la plus faible après l'avertissement, à l'encontre d'Olivier Voinnet,,. Dans un droit de réponse publié par Sciences et Avenir, Olivier Voinnet fait valoir que le conseil de discipline du CNRS réuni en 2018 avait recommandé de ne pas prendre de sanction à son encontre — un aspect que relève également Declan Butler dans Nature —, le rapport de la commission d'enquête estimant notamment que deux de ces articles avaient « déjà été incriminés par la première commission administrative paritaire réunie en juin 2015 » et que les deux autres avaient été « examinés par la première commission d'enquête mais aucune anomalie n'y avait été révélée », des manipulations « d'une particulière gravité » n'y ayant été découvertes par la commission d'enquête réunie en 2017 qu'au terme d'une « investigation plus poussée ». Dans un autre droit de réponse publié sur le site du CNRS, Olivier Voinnet fait valoir que le conseil de discipline du CNRS réuni en 2018 a estimé qu'il avait « alerté les autres auteurs des problèmes soulevés sur les articles concernés et sur les corrigenda, dès qu'il en a eu connaissance » et soutient qu'il avait cessé ses fonctions de « chef de groupe » au CNRS depuis son détachement en 2010 à l'ETH de Zürich, David Larousserie relevant également ce dernier aspect dans un article du Monde en janvier 2019.

## Analyses
Dans son livre L’Énigme Bogdanov publié en 2017, Luis Gonzalez-Mestres se demande « quelles conséquences tirer du fiasco de l'évaluation scientifique dont témoigne une telle affaire », évoquant le fait que les anomalies présentes dans les publications co-signées par Olivier Voinnet semblent avoir échappé pendant plus de douze ans aux instances d'évaluation du CNRS, jurys de concours et de prix divers, et même à l'Académie des Sciences.
En 2018, un éditorial du journal Le Monde qualifie l'enquête du CNRS ayant suscité la suspension d'Olivier Voinnet en 2015 de bâclée : « les responsabilités individuelles n’ont pas été suffisamment recherchées, pas plus que l’ampleur des atteintes à la science engendrées par ces inconduites ». Le journal regrette également la gestion différenciée d'un autre cas survenu en 2018, impliquant un haut responsable de l'institution : « Trois ans plus tard, les mêmes arguments retenus contre Olivier Voinnet  [en 2015] – sa responsabilité de chef de groupe, l’atteinte à l’image de l’organisme – seront oubliés dans le cas de Catherine Jessus, responsable de la biologie au CNRS ». Dans l'article qui suit l'éditorial, Le Monde s'interroge également sur le contraste entre l'avertissement donné par l'ETH en 2015 à Olivier Voinnet, fondé sur une enquête fouillée de plusieurs mois, et sa suspension de deux ans par le CNRS reposant sur un travail minimaliste d'une seule semaine dont le journal Nature dit, en octobre 2018, qu'il « ne fait aucune mention des cahiers de laboratoire ou données originales – contrairement à l'investigation plus récente [celle de 2017] – et n'excède pas quatre pages ».
À propos de l'enquête initiée par le CNRS et l'ETH en été 2016 dont ils ont eu accès au rapport final, les journalistes du Monde notent que « le second épisode n'est pas moins étrange » en expliquant que le CNRS « fera trainer [l'enquête] jusqu'en juillet 2017 » et que « Catherine Jessus bloque un temps la transmission d'un mémoire de défense d'Olivier Voinnet » alors que « les commissions disciplinaires seront informées le jour même de leur réunion d'éléments d'appréciation pourtant cruciaux ».
Mi-janvier 2019, Olivier Voinnet lors de sa première intervention publique à l'occasion d’un séminaire sur la thématique sur l’intégrité scientifique à l’EHESS livre son retour d'expérience. Il ne cherche pas à se dédouaner de ses responsabilités mais aborde plusieurs failles dans cette affaire. D’un point de vue humain, il décrit une expérience « traumatisante » pour lui ainsi que pour l’ensemble de son ancienne équipe. Il déplore le manque d’accompagnement dans la gestion et la résolution de la crise, des sanctions inéquitables et, pour l'avenir, une réponse inadaptée des mécanismes de contrôle de qualité des publications de la part du CNRS[source secondaire souhaitée].

### Articles incriminés
- retractiondatabase, « Corrections et rétractations d’articles co-signés par Olivier Voinnet dans la base de données de retractionwatch », sur retractiondatabase.org

### Communiqués de presse et publications des institutions concernées
- ETH, « Bien réalisé – mal publié » [PDF], sur ethz.ch, 10 juillet 2015 (version du 27 janvier 2019 sur Internet Archive)
- (en) « Report of the ETH Commission of Inquiry set up to clarify allegations against Prof. Olivier Voinnet of ETH Zurich » [PDF], sur ethz.ch, 17 juin 2015 (version du 28 janvier 2019 sur Internet Archive)
- CNRS, « Fin de la procédure à l'encontre d'Olivier Voinnet », sur cnrs.fr, 10 juillet 2015 (consulté le 12 janvier 2019)
- « Décision du 23/06/2015 relative à une sanction disciplinaire », Bulletin officiel du CNRS, no 6,‎ juin-juillet 2015, p. 386-387 (lire en ligne [PDF])
- AS, « Communiqué de l'Académie des sciences concernant Olivier Voinnet », sur academie-sciences, 12 octobre 2016
- UEA, « Statement on Olivier Voinnet », sur www.uea.ac.uk, 6 septembre 2018 (version du 11 août 2020 sur Internet Archive)
- ETH, « Communiqué de presse de l'ETH. Enquête du CNRS, avec la participation de l’ETH Zurich. Le professeur de l’ETH n’est pas l’auteur de manipulations » [PDF], sur ethz.ch, 6 septembre 2018 (version du 28 octobre 2018 sur Internet Archive)
- CNRS, « Méconduite scientifique : le CNRS prononce des sanctions à l'encontre de deux directeurs de recherche - Communiqués et dossiers de presse - CNRS », sur cnrs.fr, 3 octobre 2018